# Christoph 11
Christoph 11 ist der Funkrufname eines im baden-württembergischen Villingen-Schwenningen stationierten Intensivtransport- und Rettungshubschraubers. Den Hubschrauber betreibt die DRF Luftrettung, die für den Flugbetrieb verantwortlich ist. Kooperationspartner ist die DRK Rettungsdienst Schwarzwald-Baar gGmbH, die Deutschlands mit 767 m höchstgelegene Luftrettungsstation betreibt. Dies ist deutschlandweit die einzige Luftrettungsstation, die das  DRK betreibt. Von hier startet Christoph 11 zu Primär- und seit Oktober 2017 auch zu Sekundäreinsätzen.

## Geschichte
Die Gründung des Luftrettungsstützpunktes am damaligen Klinikum Schwenningen fand unter der Trägerschaft des DRK am 18. November 1975 statt. Zunächst kamen hier Hubschrauber vom Typ Bölkow Bo 105 zum Einsatz. Für den Flugbetrieb waren zunächst der Bundesgrenzschutz, die Bundeswehr und der ADAC zuständig. Seit 1. Mai 1996 ist die DRF Luftrettung Kooperationspartner und für den Flugbetrieb verantwortlich.
Am 18. März 2009 wurde Christoph 11 auf den Typ Eurocopter EC 135 umgestellt.
Seit 1. Juli 2013 ist Christoph 11 an der neu erbauten Luftrettungsstation am Schwarzwald-Baar Klinikum Villingen-Schwenningen stationiert.
Im Juli 2017 wurde Christoph 11 durch einen Hubschrauber des Typs  Airbus Helicopters H145 D-2 ersetzt.
Am 1. Oktober 2017 nahm Christoph 11 als erster und bisher einziger Rettungshubschrauber in Baden-Württemberg den 24-Stunden-Betrieb auf.
Am 10. April 2018 wurde Christoph 11 im Einsatz während einer Außenlandung durch die Kollision mit einem Verkehrszeichen beschädigt.
Am 27. Oktober 2018 blieb Christoph 11 im Einsatz nach einer Außenlandung im Stadtbezirk Villingen in der Nähe der Tonhalle aufgrund eines technischen Defekts liegen und wurde per Tieflader in die Werft der DRF Luftrettung transportiert.
Im Mai 2021 wurde Christoph 11 von einem Vier- auf ein Fünfblattrotorsystem umgerüstest.(H145 D-3)

## Betrieb
Das DRK betreibt die Flugrettungsstation. Für den Flugbetrieb ist die DRF Luftrettung verantwortlich.
Während die Piloten von der DRF Luftrettung und die HEMS Technical Crew Member als Notfallsanitäter vom DRK gestellt werden, fliegen Ärzte des Schwarzwald-Baar Klinikums der Fachrichtungen Anästhesie, Innere Medizin, Notfall- und Intensivmedizin als Notärzte mit.
Die Flugrettungsstation arbeitet im 24-Stunden-Betrieb. Christoph 11 ist für den Nachtflug ausgerüstet.

## Einsatzgebiet
Der Rettungshubschrauber wird von der Integrierten Leitstelle Villingen-Schwenningen disponiert. Das Einsatzgebiet erstreckt sich vom Bodensee bis zur Rheinebene und zum Nordschwarzwald sowie über Teile der Schwäbischen Alb. Zusätzlich steht der Hubschrauber im süddeutschen Raum für nächtliche Intensivtransporte zur Verfügung.

## Einsatzstatistik
| Jahr     | 2010 | 2011 | 2012 | 2013 | 2014 | 2015 | 2016 | 2017 | 2018 | 2019 | 2020 | 2021 | 2022 | 2023 |
| Einsätze | 1429 | 1533 | 1603 | 1410 | 1506 | 1562 | 1432 | 1544 | 1961 | 1945 | 1795 | 1814 | 1811 | 1705 |